# Minagawa Junko
Junko Minagawa (純, Minagawa Junko, sinh ngày 22 tháng 11) là một nữ diễn viên lồng tiếng Nhật Bản liên kết với Haikyo. Vai diễn nổi tiếng nhất của cô là Ryoma Echizen, nhân vật chính trong bộ anime The Prince of Tennis. Cô đã hát một số bài hát chủ đề của chương trình, chèn các bài hát và đĩa đơn nhân vật, một số bài hát đã được xếp hạng trong bảng xếp hạng duy nhất của Oricon. Các vai chính khác bao gồm Ayaka Yukihiro trong sê-ri Negima, Akira trong Aria, Cao Chun Yan trong Người đẹp chiến đấu Wulong, Cornelia Li Britannia trong Code G ass, Khamsin trong Shakugan no Shana, Yoshitaka Nakabayashi trong He Is My Master, Haruka Tenoh / Thủy thủ Uranus Thủy thủ mặt trăng pha lê và Yun trong Akatsuki no Yona.

## Tiểu sử

### Trước khi trở thành một diễn viên lồng tiếng
Trong thời thơ ấu, Junko tích cực tham gia các vở kịch của trường. Ở trường mẫu giáo, cô đóng vai một con vịt khó khăn trong Vịt con xấu xí, và ở trường tiểu học, cô đã ở Kaguya-hime.
Trong thời gian học trung học cơ sở và trung học phổ thông, Junko dành cho các hoạt động câu lạc bộ bóng chuyền. Trong khi luyện tập bóng chuyền, huấn luyện rất nghiêm ngặt và không có giờ nghỉ. Cô sớm từ giã bóng chuyền vì những tập luyện quá mức đang phá hoại đời sống xã hội của cô. Kinh nghiệm của cô trong các hoạt động câu lạc bộ này có lợi cho sức khỏe cả về tinh thần và thể chất, tuy nhiên, việc đào tạo rất mệt mỏi. Sau khi tốt nghiệp trung học, tìm kiếm công việc bên ngoài Nhật Bản và trở thành tiếp viên. Junko theo học tại một trường dạy nghề tiếng Anh để trở thành tiếp viên, nhưng cô bỏ bê việc học và không tham gia lớp học, vì vậy không có hãng hàng không nào chấp nhận cô.
Sau đó, Junko có một công việc tại một công ty bình thường. Các tương tác xã hội tại công ty rất thú vị, nhưng từ ý nghĩ làm cùng một công việc trong suốt quãng đời còn lại, cô ấy đã cố gắng làm những gì cô ấy mơ ước làm cả đời; cô quyết định trở thành một nữ diễn viên. Ban đầu, cô cố gắng tham gia chương trình đào tạo sân khấu, không lâu đã bỏ cuộc vì những khó khăn tài chính như học phí và chi phí sinh hoạt. Trong quá trình tìm kiếm, cô đã tìm thấy một cơ sở đào tạo diễn viên lồng tiếng. Ban đầu, cô thích truyện tranh và hoạt hình, nhưng sau đó trở nên hứng thú với việc lồng tiếng và được Công ty phim Tohokushinsha tuyển dụng.

### Sau khi trở thành diễn viên lồng tiếng
Junko ra mắt với tư cách là một diễn viên lồng tiếng trong một quảng cáo radio cho một công ty làm tóc. Công việc đầu tiên của cô là một diễn viên lồng tiếng trong Anime là trong một chương trình có tên Soreike! Anpanman nơi cô đóng vai trò của một decal. Sau 3 tháng làm việc cho Haka-kyo, cô đã tìm được một công việc lồng tiếng cho một trò chơi có tên Tokimeki Memorial 3 được phát hành cho PlayStation 2 nơi cô đóng vai Shinrikyo Seika. Năm 2001, cô xuất hiện trên TV với tên Ryoma Echizen, nhân vật chính của một anime truyền hình có tên The Prince of Tennis. Khi Junko được chấp nhận đóng vai Ryoma, cô đã rất phấn khích và người ta nói rằng thật kỳ diệu khi một người mới vô danh đã nhận được nhân vật chính của Jump Shōnen hàng tuần. Đóng vai trò của Ryoma có ảnh hưởng lớn đến Junko; Cô nói rằng vai trò đó đã thay đổi cuộc đời cô một nữ diễn viên, và nó đã định hình cô là ai bây giờ. Tác giả ban đầu của Manga, Takeshi Konomi, nói rằng Junko đã trở thành chính Ryoma và Ryoma đã được chơi chính xác như được miêu tả trong Manga. Ryoma Echizen đã tiếp tục chơi liền mạch trong hơn 10 năm kể từ khi ra mắt vào năm 2001.

### Hoạt động
Junko cũng đã phát hành CD các bài hát gốc được trình diễn tại các sự kiện trực tiếp. Vào ngày 18 tháng 8 năm 2004, cô biểu diễn như một Ryoma Echizen trực tiếp tại Zepp Tokyo.